# Почётное консульство Армении в Андорре
Почётное консульство Армении в Андорре (кат. Consolat Honorari d'Armènia a Andorra) — дипломатическая миссия Армении в Андорре, в городе Андорра-ла-Велья.
- Почётный консул — Багдасарян Ара Гагикович.

- Адрес консульства: ANDORRA, Andorra la Vella AD500, Carrer Prat de la Creu, 59-65, Escala B, planta 6, apartament 4.

- Тел.: +(376) 860-700, факс: +(376) 860-700, e-mail: consulandorra@gmail.com

## Справочная информация
- Послы Армении
- Посольство Армении в России
- Список дипломатических миссий Армении